# Iban Iriondo
Iban Iriondo Uranga, född 1 maj 1984 i Zumaia, Baskien, är en professionell spansk tävlingscyklist med baskisk härkomst. Han debuterade 2006 för Euskaltel-Euskadi, för vilka han fortsatte tävla med fram till säsongsslutet 2007. Därefter fick han inget fortsatt förtroende av det baskiska stallet.
Iban Iriondo tävlade tidigare för stallen Orbea och det mindre stallet Olarra. Han vann U23-tävlingen Gipuzkoa Championships under säsongen 2005.
Under sitt första år som professionell skulle han bara finnas till hands när Euskaltel-Euskadi behövde honom och det var också vad han gjorde. Han gjorde inga stora resultat under det året, men fick bland annat tävla i Dauphiné Libéré och Tyskland runt.
Iriondo har ännu inte tagit några segrar som professionell.

## Stall
- 2006-2007 Euskaltel-Euskadi